# ژاک ماژورل
ژاک ماژورل (به فرانسوی: Jacques Majorelle)؛ (زادۀ ۳ ژوئیهٔ ۱۸۸۶ میلادی – درگذشتۀ ۱۴ اکتبر ۱۹۶۲ میلادی) نقاش اهل فرانسه بود.
وی همچنین برندهٔ جوایزی همچون لژیون دونور (افسر) شده‌ است. پسر لویی ماژورل، طراح مبلمان برجستۀ هنر نو، یک نقاش فرانسوی بود. او در سال ۱۹۰۱ میلادی در مدرسه هنرهای زیبا در نانسی و بعد در آکادمی ژولیان در پاریس تحصیل کرد. ماژورل تبدیل به یک نقاش برجسته شرق‌شناس شد، اما بیشتر به خاطر ساخت ویلا و باغ که در حال حاضر نام خود را، بر آن‌ها گذاشته، باغ ماژورل، معروف شده‌ است.

## آثار

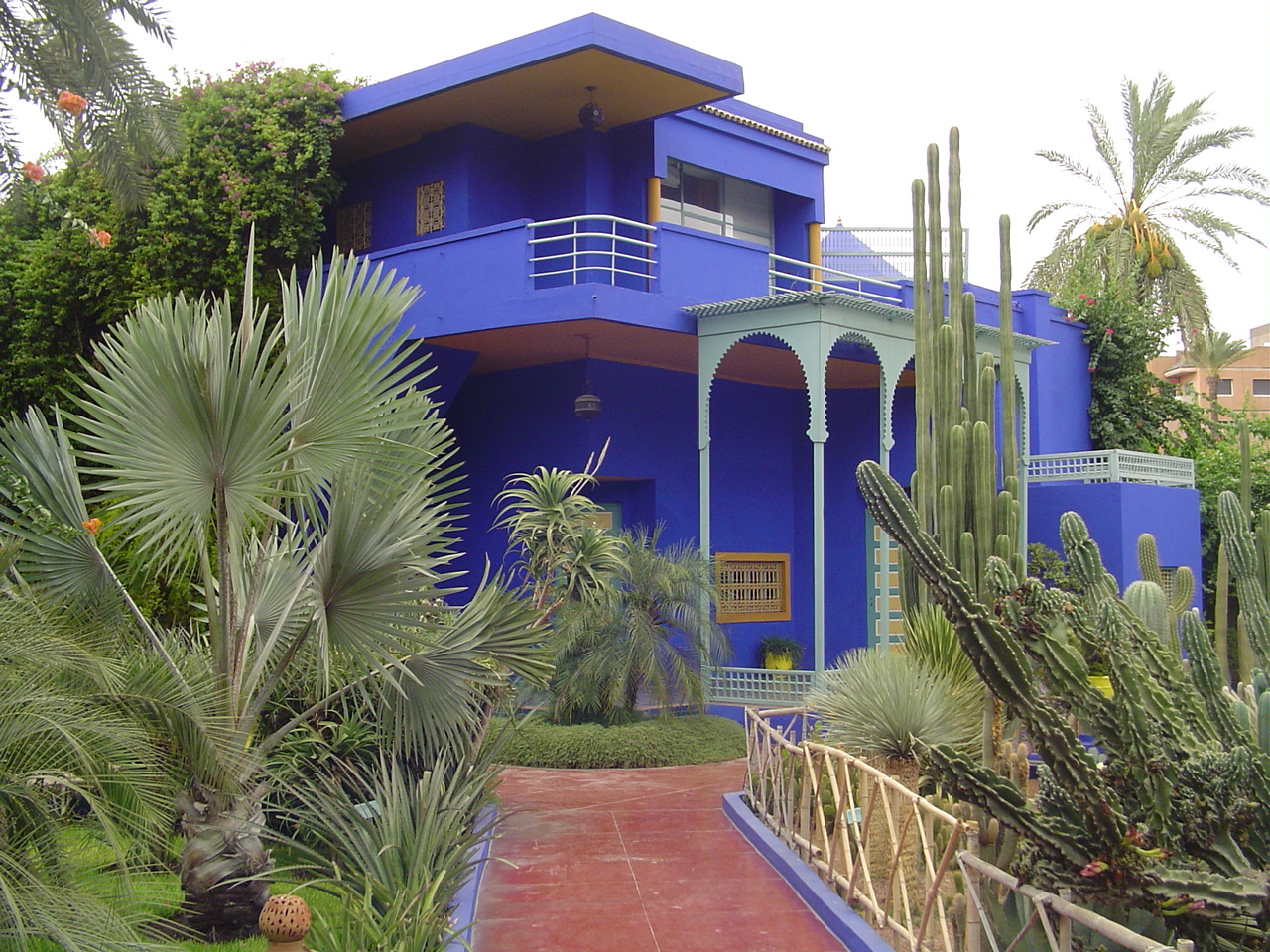
ویلای آبی از هنرمند ژاک ماژورل
اثر ژاک ماژورل در اوایل قرن بیستم